# Akari Fujinami
Akari Fujinami (jap. 藤波朱理 Fujinami Akari; ur. 11 listopada 2003) – japońska zapaśniczka walcząca w stylu wolnym. Złota medalistka olimpijska z Paryża 2024 w kategorii 53 kg, a także mistrzostw świata w 2021 i 2023 roku. 
Triumfatorka igrzysk azjatyckich w 2022. Mistrzyni Azji w 2022 i 2023. Mistrzyni świata i Azji kadetów w 2018. Mistrzyni Japonii w 2020 roku.